# Саядян, Левон Акопович
Левон Акопович Саядян (9 ноября 1949 — апрель 2014) — советский спортсмен, специализировавшийся в русских шашках. Чемпион СССР 1983 года, вице-чемпион 1982 года, гроссмейстер.

## Спортивная карьера
Левон Саядян, с детства увлекавшийся шашками как любитель, занялся ими серьёзно только в 15 лет, когда пришёл в секцию при ереванском Дворце пионеров, возглавляемую мастером Владимиром Туманяном. Впоследствии его постоянным тренером стал Армен Марутян.
Всего через несколько месяцев занятий в секции Левон уже был включён в состав сборной Армянской ССР на Всесоюзных командных юношеских соревнованиях. Там он в частности сыграл вничью с вице-чемпионом СССР среди взрослых Виктором Литвиновичем. Позже Саядян занял 5-е место на юношеском чемпионате ВЦСПС. В 1967 году 18-летний Левон выиграл полуфинальный турнир чемпионата СССР в Ереване, выполнив мастерский норматив и получив право на участие в финале всесоюзного первенства в Алма-Ате. 
В дальнейшем Саядян многократно становился чемпионом Армянской ССР как по шашкам-64, так и по шашкам-100. Ереванский шашист, выступавший за спортивный клуб армии, также пять раз выигрывал личные чемпионаты Вооружённых сил СССР и дважды в составе сборной Вооружённых сил побеждал в Кубках СССР. На чемпионате СССР 1982 года он по ходу соревнования возглавил турнирную таблицу, однако, просрочив время в партии с Александром Кандауровым, уступил ему чемпионское звание, удовольствовавшись серебряной медалью и гроссмейстерским баллом.
В 1983 года на чемпионате СССР в Таллине, проходившем при участии пятерых гроссмейстеров, Саядян разыгрался к концу турнира и в последнем туре догнал лидировавшего Виталия Габриеляна (Баку). По количеству двойных побед Саядян обогнал Габриеляна и стал чемпионом СССР. Это позволило ему стать первым шашечным гроссмейстером в Армении.
После распада СССР Левон Саядян представлял Армению на чемпионате мира по русским шашкам 1992 года в Подольске, заняв там 10-е место. В дальнейшем он проживал в Михайловске (Ставропольский край). Левон Саядян умер весной 2014 года.